# JPS Experience
JPS Experience (già Jean-Paul Sarte Experience) è un gruppo musicale neozelandese attivo negli anni ottanta e novanta.

## Storia
Il gruppo venne formato nel 1984 da David Yetton e Dave Mulcahy; quando erano studenti avevano già suonato insieme in alcuni gruppi amatoriali di Christchurch; conobbero Gary Sullivan nel 1985 grazie a un amico comune che leggeva Sartre e sperimentava funghi allucinogeni e i cui discorsi sull'autore francese quando era sotto l'effetto di sostanze stupefacenti, ispirò il nome del gruppo; i tre fecero alcuni concerti nella zona di Christchurch ma presto Mulcahy si trasferì in Australia ma Yetton e Sullivan continuarono a suonare insieme con il loro amico James Laing; quando Mulcahy ritornò alla fine del 1985, rientrò nel gruppo che rimase con Laing come membro permanente. Venne registrata una cassetta dimostrativa di brani dal vivo che ebbe una certa diffusione locale e attirò l'attenzione dell'etichetta discografica Flying Nun Records che li invitò a suonare alla festa di Natale; era presente anche David Pine degli Sneaky Feelings che gli propose di suonare come band di supporto a un loro concerto. L'anno seguente, una serie di canzoni scritte in assenza di Mulcahy vennero registrate nel Nightshift Studio di Christchurch.
Venne quindi prodotto un primo EP, The Jean-Paul Sartre Experience, pubblicato della Flying Nun nel 1986 in Nuova Zelanda e, grazie alla neonata filiale europea, la Flying Nun Europe, anche in Europa. Non molto tempo dopo, lo stesso anno, venne pubblicato anche il primo LP, Love Songs, che grazie alla Communion Label, venne pubblicato l'anno dopo anche negli Stati Uniti d'America con una differente selezione di brani che includeva tutto l'EP di esordio e solo quattro canzoni dell'album originale.
Il secondo album, The Size of Food, venne pubblicato solo nel 1989 anche a causa di problemi interni all'etichetta discografica che era stata messa in vendita e questo bloccò per un certo periodo le nuove produzioni; nel 1991 il gruppo si trasferì ad Auckland dove venne aggiunto un nuovo membro, Russell Baillie, alle tastiere. L'album ebbe buone recensioni. Seguì una tournée, venne pubblicato il singolo "Precious" e venne registrata la colonna sonora del film Crush di Alison Maclean. Gli eredi di Jean-Paul Sartre minacciarono un'azione legale per l'uso del suo nome e quindi il gruppo lo cambiò in JPS Experience.
Nel 1993 venne registrato presso lo studio Airforce di Auckland un terzo album, Bleeding Star, senza più Russell Baillie; dato il numero elevato di canzoni registrate, l'album venne preceduto a fine 1992 da un EP, Breathe, il cui brano omonimo entrò nella classifica Top 10 nazionale a novembre 1992. L'album venne pubblicato anche negli USA grazie alla Matador Records e poi il gruppo partì in tour con altre due note band neozelandesi, The Bats e gli Straitjacket Fits, suonando negli Stati Uniti, il Regno Unito e l'Europa. Mulcahy poi lasciò il gruppo e venne sostituito dal chitarrista Matthew Heine che suonò con il gruppo in un secondo tour nel Regno Unito e in Europa per poi iniziare a registrare i brani per un nuovo album che non venne mai completato perché il gruppo si sciolse nel 1994 per tensioni interne e l'insoddisfazione per i progressi della band.
A seguito della morte di Jim Laing nel 2016, il gruppo si è riformato per un concerto il 22 aprile 2017, all'Hollywood Theatre di Auckland, con la partecipazione di molti musicisti ospiti.

## Discografia

### Album
- 1986 - Love Songs
- 1989 - The Size of Food
- 1993 - Bleeding Star

### Singoli ed EP
- 1986 - The Jean-Paul Sartre Experience (EP)
- 1987 - I Like Rain / Bo Diddley
- 1991 - Precious (EP)
- 1991 - Elemental / Flex (EP)
- 1992 - Breathe (EP)
- 1993 - Ray of Shine
- 1993 - Into You (EP)

### Compilation
- 1987 - The First EP & Love Songs
- 1994 - The Jean-Paul Sartre Experience

### Box set
- 2015 - I Like Rain: The Story of the Jean-Paul Sartre Experience

## Formazione
- Dave Mulcahy
- Dave Yetton
- Gary Sullivan
- Jim Laing